# 埃爾伯塔 (密歇根州)
埃爾伯塔（英語：Elberta，/ˌɛlˈbɜːr.tə/ el-BER-tə）是位於美國密歇根州本西縣的一個村。

## 人口
根據2020年美國人口普查的數據，埃爾伯塔的面積為2.61平方千米，當中陸地面積為1.94平方千米，而水域面積為0.67平方千米。當地共有人口329人，而人口密度為每平方千米126人。